# The Nutty Professor (film fra 1963)
 For alternative betydninger, se The Nutty Professor. (Se også artikler, som begynder med The Nutty Professor)
The Nutty Professor (dansk titel: Jerry som den skøre professor) er en amerikansk komediefilm fra 1963, som er baseret på Robert Louis Stevensons gyserbog Dr. Jekyll og Mr. Hyde. Hovedrollen i filmen er Jerry Lewis som den skøre professor. Filmen blev genindspillet i 1996 med Eddie Murphy i rollen som The Nutty Professor.

## Medvirkende
- Jerry Lewis som Julius E. Kelp/Buddy Love/Baby Kelp
- Stella Stevens som Stella Purdy
- Del Moore som Dr. Mortimer S. Warfield
- Kathleen Freeman som Millie Lemmon
- Howard Morris som Hr. Elmer Kelp
- Elvia Allman som Fru Edwina Kelp
- Julie Parrish som Universitetsstuderende
- Milton Frome som Dr. M. Sheppard Leevee